# Chó Sabueso Tây Ban Nha
Chó Sabueso Tây Ban Nha, còn được gọi với nhiều cái tên khác là Sabueso español và Chó săn mùi Tây Ban Nha là một giống chó săn có nguồn gốc ở phía bắc của Bán đảo Iberia, được xếp vào Nhóm VI do F.C.I. phân loại. Loài này đã được sử dụng ở vùng núi này từ hàng trăm năm trước cho tất cả các loại săn bắn: lợn rừng, thỏ rừng, gấu nâu, chó sói, hươu đỏ, cáo, Hoẵng châu Âu và sơn dương. Nó là một giống làm việc độc lập, được sử dụng trong săn bắn bằng súng.

## Tính cách
Có rất nhiều chó Sabueso Tây Ban Nha ở các cơ sở chăm sóc chó tại Tây Ban Nha, thường có ít cơ hội được chấp nhận, bởi vì quan niệm sai lầm rằng chúng không đóng vai trò là một vật nuôi gia đình tốt, tuy nhiên, giống này là một giống chó có tính cách rất trìu mến, dịu dàng và dễ chịu. Giống chó này sẽ sống ổn trong một gia đình năng động ở vùng quê, nông thôn. Chó Sabueso Tây Ban Nha là giống chó có vai trò chính yếu là lao động, phát triển mạnh với vai trò là thợ săn; tuy nhiên, tính chất yêu thương và tận tụy của chúng khiến chúng đóng vai trò một giống chó bầu bạn tốt. Giống chó này có tinh thần cao, tỏ ra rất vui mừng khi dành thời gian với những thành viên trẻ hơn trong gia đình nhưng nó sẽ không tha thứ cho sự đối xử thiếu tôn trọng hoặc thô lỗ từ phía họ. Sabueso có danh tiếng tốt với những con chó khác vì nó được sử dụng rộng rãi như một thợ săn nhỏ. Sự hung hăng của chó là khá phổ biến đối với Sabueso. Mặc dù họ có bản năng theo dõi cao, Sabueso có thể sống cùng với những vật nuôi khác trong gia đình.